# Sint-Jans-Molenbeek
Sint-Jans-Molenbeek (Frans: Molenbeek-Saint-Jean) of kortweg Molenbeek is een plaats en gemeente in het westen van het Brussels Hoofdstedelijk Gewest. Sint-Jans-Molenbeek heeft zijn oostgrens aan het kanaal Charleroi-Brussel; de Maalbeek (ook wel Molenbeek) stroomt door de gemeente. De gemeente maakt de laatste jaren een opvallend sterke groei door en telt ruim 98.000 inwoners, waar dit er in 2000 nog maar 71.000 waren. Molenbeek is een woongemeente, maar heeft ook industrie. 
De gemeente grenst met de klok mee aan Sint-Agatha-Berchem, Koekelberg, Jette, Brussel (zowel Laken als de kernstad zelf), Anderlecht en in het uiterste westen aan het Vlaams-Brabantse Dilbeek.

## Naam
De naam verwijst mede naar Sint Jan de Doper, de patroonheilige van de gemeente. Op het officiële Wapen van Sint-Jans-Molenbeek wordt Sint-Jan als jongeman afgebeeld. De folkloristische bijnaam van de inwoners van de gemeente is vaartkapoenen.

## Geschiedenis
In pre-christelijke tijden werd een waterbron vereerd bij het gehucht aan een doorwaadbare plaats aan de Malebeek. De Germanen plaatsten haar onder de hoede van hun godin Freya, die zich bij de kerstening van de streek transformeerde tot Sint-Geertrui. Niet toevallig was dit de dochter van de stichtster van de Abdij van Nijvel, tot wier gebied de Molenbeekse nederzetting behoorde. Op zegels en andere afbeeldingen prijst ze het heilzame water uit haar putten aan met een beker in de hand. Het werd op akkers gesprenkeld om ongedierte te verdrijven en aan pelgrims aangeboden om genezing te bieden. Molenbeek werd een etappeplaats op weg naar Santiago de Compostella. Bij hun vertrek kregen de pelgrims een “Sint-Geerte-minne” te drinken voor een behouden reis en terugkeer.
In de middeleeuwen was Molenbeek een uitgestrekt landbouwdorp. De parochiegrenzen van zijn Sint-Janskerk reikten tot aan de Zenne en omvatten vanaf eind 12e eeuw een kapel gewijd aan Sint-Katharina. Deze zou door de bouw van de twee Brusselse stadsomwallingen afgesplitst raken en zich geleidelijk verzelfstandigen tot de huidige Brusselse Sint-Katelijnekerk. Ook het Brusselse Begijnhof, opgericht omstreeks 1250, hing af van Molenbeek.
Later verloor Molenbeek (Meulebeeck op de Ferrariskaart) zijn zelfstandigheid en raakte ondergeschikt aan de stad Brussel. Dit zou duren tot 1795, toen de Franse heersers overgingen tot het oprichten van gemeenten en aan Sint-Jans-Molenbeek opnieuw een eigen statuut toekenden.
Door de ligging aan het Kanaal Charleroi-Brussel groeide Sint-Jans-Molenbeek reeds in de eerste helft van de 19e eeuw als industriële randgemeente van Brussel. Een gedeelte van de industrie, namelijk het havengebied, ging vanaf het einde van de 19e eeuw verloren doordat de stad Brussel dit gebied annexeerde.
Door het industrieel verval na de Eerste Wereldoorlog begon de ontvolking van de aan de stad Brussel grenzende wijken. Dit werd pas gecompenseerd vanaf de jaren '60 door de aanleg van nieuwe woonwijken in het toen nog landelijke westen van de gemeente. In 1990 werd deze expansie gestopt, waardoor er nog wat bos en weiden over zijn in Molenbeek: het Scheutbos.

## Bezienswaardigheden

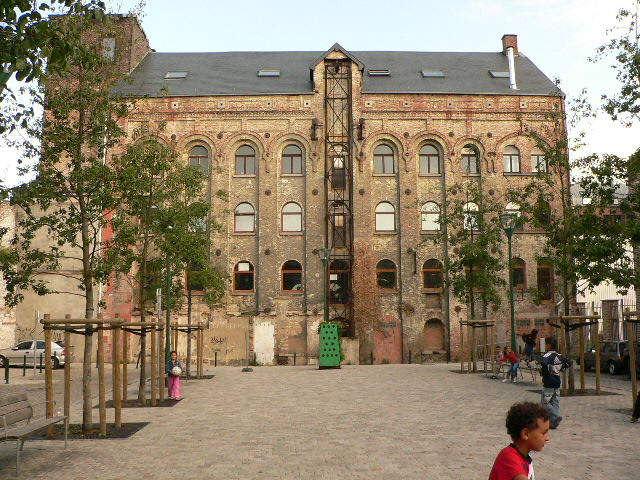
Het Meelfabrieksplein te Sint-Jans-Molenbeek

- De Sint-Jan-de-Doperkerk in art deco (1931-1932)
- De neogotische Sint-Remigiuskerk (1907)
- De Sint-Barbarakerk (1894)
- De Sint-Carolus Borromeuskerk (1917)
- De Onze-Lieve Vrouw Middelareskerk (1925-1926)
- De Verrijzeniskerk (1965-1966)
- Het Kasteel Karreveld en het park er rond

### Beschermd erfgoed
- Lijst van beschermd onroerend erfgoed in Sint-Jans-Molenbeek

## Natuur en landschap
Sint-Jans-Molenbeek ligt in het westen van de Brusselse agglomeratie aan de Molenbeek die hier echter grotendeels overkluisd is. De hoogte van de gemeente varieert van 15-68 meter. Er zijn enkele parken te vinden, namelijk:
- Het Scheutbospark, een overblijfsel van het voormalig landelijk gebied,
- Het Marie-Josépark,
- Het Albertpark.

## Cultuur
In de voormalige bronsfabriek Compagnie des Bronzes de Bruxelles, operationeel van 1854 tot 1979, bevindt zich tegenwoordig het Brussels Museum voor Arbeid en Industrie. Het museum richt zich op de industriële, in combinatie met de sociale geschiedenis van het gewest, en de invloed die de industrialisatie had op de ontwikkeling van de regio. In de voormalige brouwerijgebouwen van Belle Vue opende in april 2016 het Millennium Iconoclast Museum of Art, dat zich onder meer focust op street art.

## Terrorisme
Na de aanslagen in Parijs in november 2015 kwam Molenbeek in het nieuws omdat er opvallend vaak een link zou zijn tussen Molenbeek en islamitische terreurdaden. Zeker drie van de acht daders van de aanslagen in Parijs woonden er en Salah Abdeslam werd samen met verscheidene handlangers gearresteerd in Molenbeek na zich vier maanden schuilgehouden te hebben. Daarnaast verbleef ook Ayoub El Khazzani, de schutter in de Thalys op 21 augustus 2015, in Molenbeek net als Mehdi Nemmouche, de vermoedelijke dader van de schietpartij in het Joods Museum van België op 24 mei 2014. Een van de beramers van de aanslagen in Madrid op 11 maart 2004 kwam eveneens uit Sint-Jans-Molenbeek. Molenbeek is ook een gemeente met een hoog aantal Syriëstrijders.

## Politiek

### Resultaten gemeenteraadsverkiezingen sinds 1976
| Partij of kartel     | Partij of kartel                                     | 10-10-1976 | 10-10-1976 | 10-10-1982 | 10-10-1982 | 9-10-1988 | 9-10-1988 | 9-10-1994 | 9-10-1994 | 8-10-2000 | 8-10-2000 | 8-10-2006 | 8-10-2006 | 14-10-2012 | 14-10-2012 | 14-10-2018 | 14-10-2018 | 13-10-2024 | 13-10-2024 |
| Stemmen / Zetels     | Stemmen / Zetels                                     | %          | 39         | %          | 41         | %         | 41        | %         | 39        | %         | 41        | %         | 41        | %          | 45         | %          | 45         | %          | 45         |
| -------------------- | ---------------------------------------------------- | ---------- | ---------- | ---------- | ---------- | --------- | --------- | --------- | --------- | --------- | --------- | --------- | --------- | ---------- | ---------- | ---------- | ---------- | ---------- | ---------- |
|                      | PTB-PVA1/ PTB-PC2/ PTB+PVDA+3/ PTB*PVDA+4/ PTB*PVDA5 | 0,751      | 0          | 0,31       | 0          | 0,361     | 0         | 0,741     | 0         | 2,172     | 0         | 2,843     | 0         | 4,524      | 1          | 13,615     | 7          | 22,155     | 11         |
|                      | PS1/ PS-SP2/ LB3/ PS-sp.a4/ PS-Vooruit5              | 47,841     | 22         | 22,81      | 12         | 28,032    | 14        | 32,682    | 16        | 38,223    | 18        | 39,523    | 19        | 29,183     | 16         | 31,344     | 17         | 23,055     | 12         |
|                      | SP                                                   | -          |            | 3,45       | 1          | 28,032    | 14        | 32,682    | 16        | 38,223    | 18        | 39,523    | 19        | 29,183     | 16         | 31,344     | 17         | 23,055     | 12         |
|                      | ECOLO1/ Ecolo-Groen2/ Ecolo Samen3                   | -          |            | 6,331      | 2          | 5,871     | 2         | 7,961     | 3         | 13,251    | 5         | 8,341     | 3         | 9,062      | 4          | 8,183      | 3          | 6,532      | 2          |
|                      | Groen                                                | -          |            | -          |            | -         |           | -         |           | -         |           | -         |           | 9,062      | 4          | 2,43       | 0          | 6,532      | 2          |
|                      | PRL1/ PRL-FDFC/ MR3/ LB4/ MR-VLD5                    | 8,131      | 3          | 12,021     | 5          | 15,871    | 7         | 16,811    | 7         | 29,08C    | 14        | 32,223    | 16        | 27,333     | 15         | 23,964     | 13         | 17,075     | 8          |
|                      | FDF1/ DéFI2                                          | -          |            | 33,36A     | 18         | 12,761    | 5         | 10,081    | 4         | 29,08C    | 14        | 32,223    | 16        | 4,471      | 1          | 4,762      | 1          | -          |            |
|                      | LBA                                                  | 22,68A     | 10         | 33,36A     | 18         | 22,45A    | 11        | -         |           | -         |           | -         |           | -          |            | -          |            | -          |            |
|                      | PSC1/ cdH-CD&VE/ cdH-CD&V+F/ Les Engagés-CD&VG       | 4,941      | 1          | 3,041      | 0          | 22,45A    |           | 5,191     | 1         | -         |           | -         |           | 11,61E     | 6          | 8,39F      | 3          | 4,65G      | 1          |
|                      | CVP-SCM1/ CVP-PVV2/ SDM (CVP-PPV-VU)B/ CVP3          | 5,331      | 1          | 6,232      | 2          | 5,27B     | 1         | 2,533     | 0         | -         |           | -         |           | 11,61E     | 6          | 8,39F      | 3          | 4,65G      | 1          |
|                      | VU1/ VU&ID2/ N-VA3                                   | -          |            | 2,691      | 0          | 5,27B     | 1         | 1,361     | 0         | 2,092     | 0         | -         |           | 4,03       | 1          | 3,383      | 1          | 2,553      | 0          |
|                      | Team Fouad Ahidar+1080                               | -          |            | -          |            | -         |           | -         |           | -         |           | -         |           | -          |            | -          |            | 14,62      | 7          |
|                      | Molenbeek Autrement                                  | -          |            | -          |            | -         |           | -         |           | -         |           | -         |           | -          |            | -          |            | 9,38       | 4          |
|                      | Islam                                                | -          |            | -          |            | -         |           | -         |           | -         |           | -         |           | 4,12       | 1          | 1,80       | 0          | -          |            |
|                      | Vlaams Blok1/Vlaams Belang2                          | -          |            | 2,051      | 0          | 3,281     | 0         | 5,21      | 1         | 7,661     | 2         | 6,532     | 2         | 2,282      | 0          | -          |            | -          |            |
|                      | FN                                                   | -          |            | -          |            | 4,02      | 1         | 16,64     | 7         | 6,11      | 2         | 4,05      | 1         | -          |            | -          |            | -          |            |
|                      | UDRT-RAD                                             | -          |            | 4,42       | 1          | -         |           | -         |           | -         |           | -         |           | -          |            | -          |            | -          |            |
|                      | VEM                                                  | 7,37       | 2          | -          |            | -         |           | -         |           | -         |           | -         |           | -          |            | -          |            | -          |            |
| Anderen(*)           | Anderen(*)                                           | 2,95       | 0          | 3,31       | 0          | 2,1       | 0         | 0,81      | 0         | 1,4       | 0         | 6,51      | 0         | 3,43       | 0          | 2,15       | 0          | -          |            |
| Totaal stemmen       | Totaal stemmen                                       | 40.315     | 40.315     | 34.717     | 34.717     | 31.087    | 31.087    | 28.481    | 28.481    | 30.271    | 30.271    | 37.423    | 37.423    | 39.353     | 39.353     | 41.255     | 41.255     | 38.870     | 38.870     |
| Opkomst %            | Opkomst %                                            |            |            |            |            | 85,39     | 85,39     | 84,03     | 84,03     | 81,61     | 81,61     | 86,46     | 86,46     | 81,39      | 81,39      | 82,86      | 82,86      | 76,31      | 76,31      |
| Blanco en ongeldig % | Blanco en ongeldig %                                 | 5,21       | 5,21       | 6,72       | 6,72       | 7,2       | 7,2       | 5,07      | 5,07      | 6,77      | 6,77      | 7,61      | 7,61      | 8,85       | 8,85       | 6,26       | 6,26       | 5,92       | 5,92       |

(*) 1976: UPM-PEM (2,95%) / 1982: FNK (2,63%), UPM-PEM (0,68%) / 1988: EVA (0,42%), PFN (1,68%) / 1994: MERCI / 2000: DB (0,40%), FNB (1,0%) / 2006: PJM (3,38%), Spirit & Independant (2,46%), Force Citoyenne (0,67%) / 2012: Égalité (1,78%), Parti Populaire (1,65%) / 2018: Citoyen d'Europe M3E (0,25%), Molenbeek Act (1,90%)

### Representativiteit

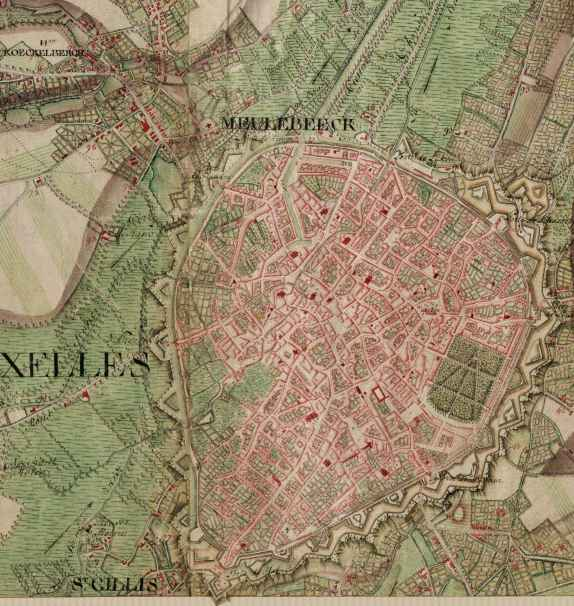
Brussel, met ten noordwesten Molenbeek op de Ferrariskaart

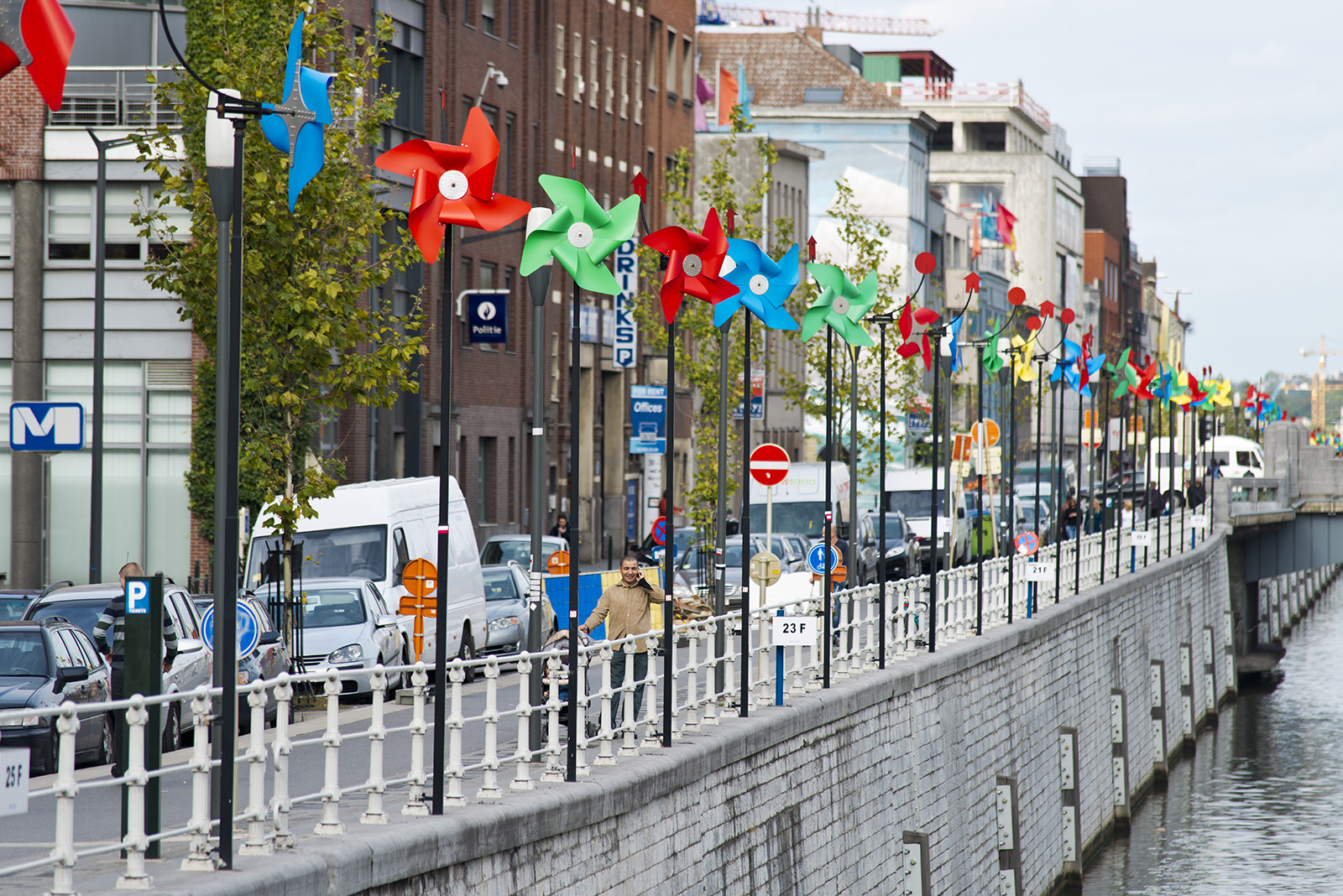
Vuurraderen langs het kanaal in Molenbeek

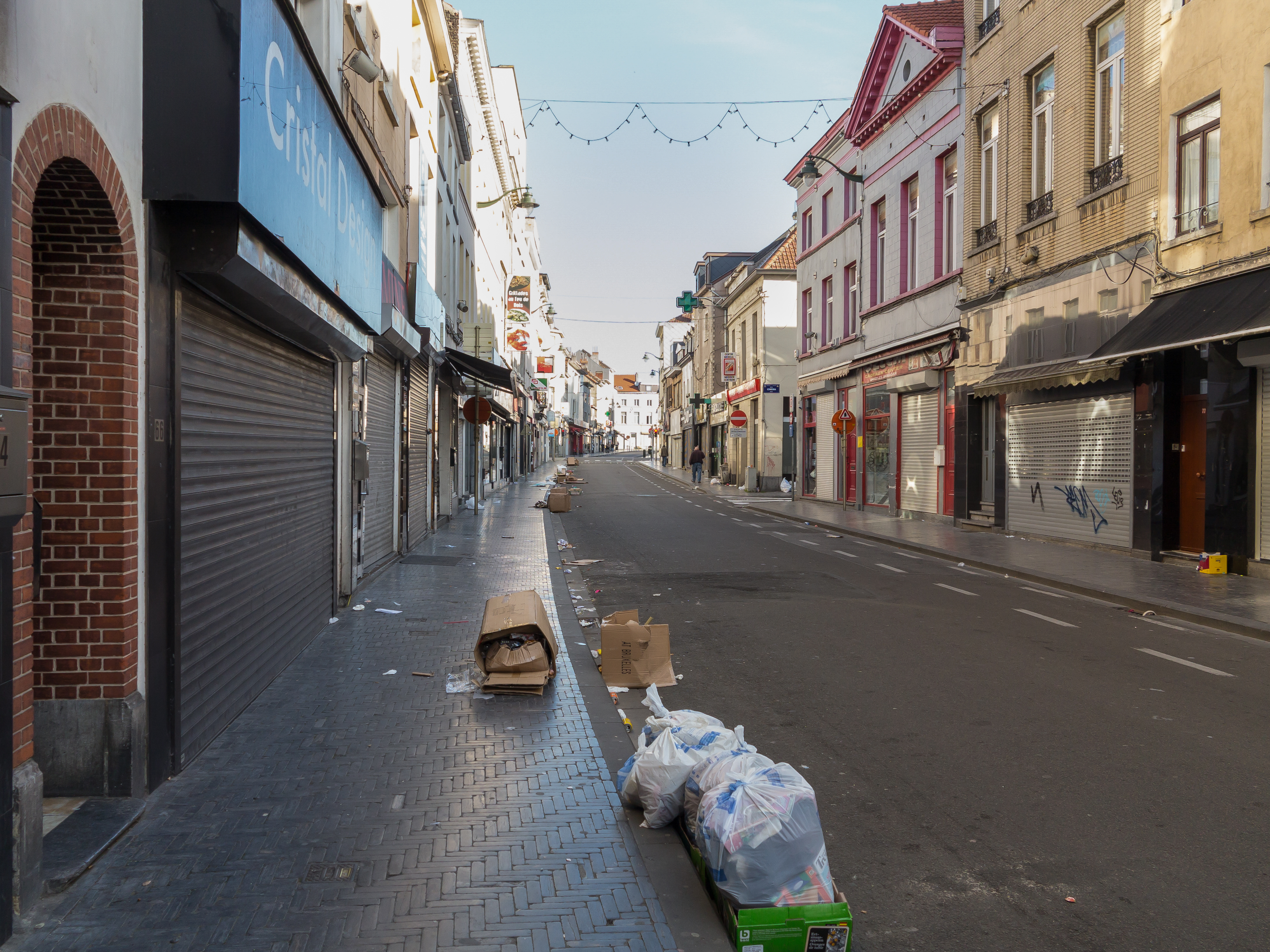
Sint-Jans-Molenbeek, Gentse Steenweg

Voor Sint-Jans-Molenbeek, net zoals voor de andere gemeenten van het Brussels Hoofdstedelijk Gewest, geldt dat het aantal kiezers in verhouding tot het aantal inwoners erg laag ligt, zowel absoluut als in vergelijking met de rest van het land. Dit is het gevolg van het hoge aandeel niet-Belgische inwoners (ook al kunnen deze onder bepaalde voorwaarden over gemeentelijk stemrecht beschikken). Daarnaast ligt ook het aantal kiezers dat, ondanks de opkomstplicht, niet komt opdagen, erg hoog. Hierdoor bedraagt in de 19 gemeenten van het gewest het totaal aantal uitgebrachte stemmen, inclusief ongeldige en blanco, slechts 44,66% van het aantal inwoners. Sint-Jans-Molenbeek scoort daarin nog slechter met een verhouding van 41,91% uitgebrachte stemmen/inwoners.

#### Gemeenteraadsverkiezingen van 14 oktober 2012
- Sint-Jans-Molenbeek: 51,49% (kiezers/inw.) - 18,61% (absenteïsme)
- Totaal Brussels Gewest: 53,89% (kiezers/inw.) - 17,14% (absenteïsme)

Ter vergelijking:
- Vlaamse provinciehoofdsteden: 69,30% (kiezers/inw.) - 12,12% (absenteïsme)
- Waalse provinciehoofdsteden: 69,04% (kiezers/inw.) - 17,31% (absenteïsme)

### Burgemeesters
- tot 1800: Van Hamme en J. Jespers (Agent der Gemeynte van Molenbeke)
- 1800-1812: J.-B. De Roy
- 1812-1818: FR. De Putte
- 1818-1819: V. Van Espen
- 1819-1830: F. Vanderdussen
- 1830 (tot 22 september): Prévinaire
- 1830-1836: Ch. Deroy
- 1836-1842: P.-J. Meeüs
- 1843-1848: A. Vander Kindere
- 1848-1860: H.-J.-L. Stevens
- 1861-1863: J.-B. De Bauche
- 1864-1875: L.-A. De Cock
- 1876-1878: G. Mommaerts
- 1879-1911: Henri Hollevoet (liberaal)
- 1914-1938: Louis Mettewie (liberaal)
- 1939-1978: Edmond Machtens (PSB)
- 1978-1988: Marcel Piccart (PS, later FDF)
- 1988-1992: Léon Spiegels (PRL)
- 1992-2012: Philippe Moureaux (PS)
- 2013-2018: Françoise Schepmans (MR)
- 2019- : Catherine Moureaux (PS)

## Demografische ontwikkeling
- Bronnen:NIS, Opm:1806 tot en met 1981=volkstellingen; 1990 en later= inwonertal op 1 januari

| Inwoners van jaar tot jaar op 1 januari 1992 tot heden | Inwoners van jaar tot jaar op 1 januari 1992 tot heden | Inwoners van jaar tot jaar op 1 januari 1992 tot heden |
| jaar                                                   | Aantal                                                 | Evolutie: 1992=index 100                               |
| ------------------------------------------------------ | ------------------------------------------------------ | ------------------------------------------------------ |
| 1992                                                   | 67.993                                                 | 100,0                                                  |
| 1993                                                   | 68.619                                                 | 100,9                                                  |
| 1994                                                   | 68.143                                                 | 100,2                                                  |
| 1995                                                   | 68.406                                                 | 100,6                                                  |
| 1996                                                   | 68.513                                                 | 100,8                                                  |
| 1997                                                   | 68.912                                                 | 101,4                                                  |
| 1998                                                   | 69.380                                                 | 102,0                                                  |
| 1999                                                   | 70.075                                                 | 103,1                                                  |
| 2000                                                   | 71.219                                                 | 104,7                                                  |
| 2001                                                   | 72.380                                                 | 106,5                                                  |
| 2002                                                   | 74.662                                                 | 109,8                                                  |
| 2003                                                   | 76.177                                                 | 112,0                                                  |
| 2004                                                   | 78.087                                                 | 114,8                                                  |
| 2005                                                   | 78.520                                                 | 115,5                                                  |
| 2006                                                   | 79.877                                                 | 117,5                                                  |
| 2007                                                   | 81.632                                                 | 120,1                                                  |
| 2008                                                   | 83.547                                                 | 122,9                                                  |
| 2009                                                   | 85.735                                                 | 126,1                                                  |
| 2010                                                   | 88.181                                                 | 129,7                                                  |
| 2011                                                   | 91.733                                                 | 134,9                                                  |
| 2012                                                   | 93.893                                                 | 138,1                                                  |
| 2013                                                   | 94.653                                                 | 139,2                                                  |
| 2014                                                   | 94.854                                                 | 140,6                                                  |
| 2015                                                   | 95.576                                                 | 142,1                                                  |
| 2016                                                   | 96.586                                                 | 142,7                                                  |
| 2017                                                   | 96.629                                                 | 143,3                                                  |
| 2018                                                   | 97.005                                                 | 144,1                                                  |
| 2019                                                   | 97.462                                                 | 144,3                                                  |
| 2020                                                   | 97.979                                                 | 144,1                                                  |
| 2021                                                   | 98.112                                                 | 144,3                                                  |
| 2022                                                   | 97.697                                                 | 143,7                                                  |
| 2023                                                   | 98.270                                                 | 144,5                                                  |
| 2024                                                   | 98.365                                                 | 144,7                                                  |
| 2025                                                   | 98.713                                                 | 145,2                                                  |

## Wijken met inwoneraantal (2001)

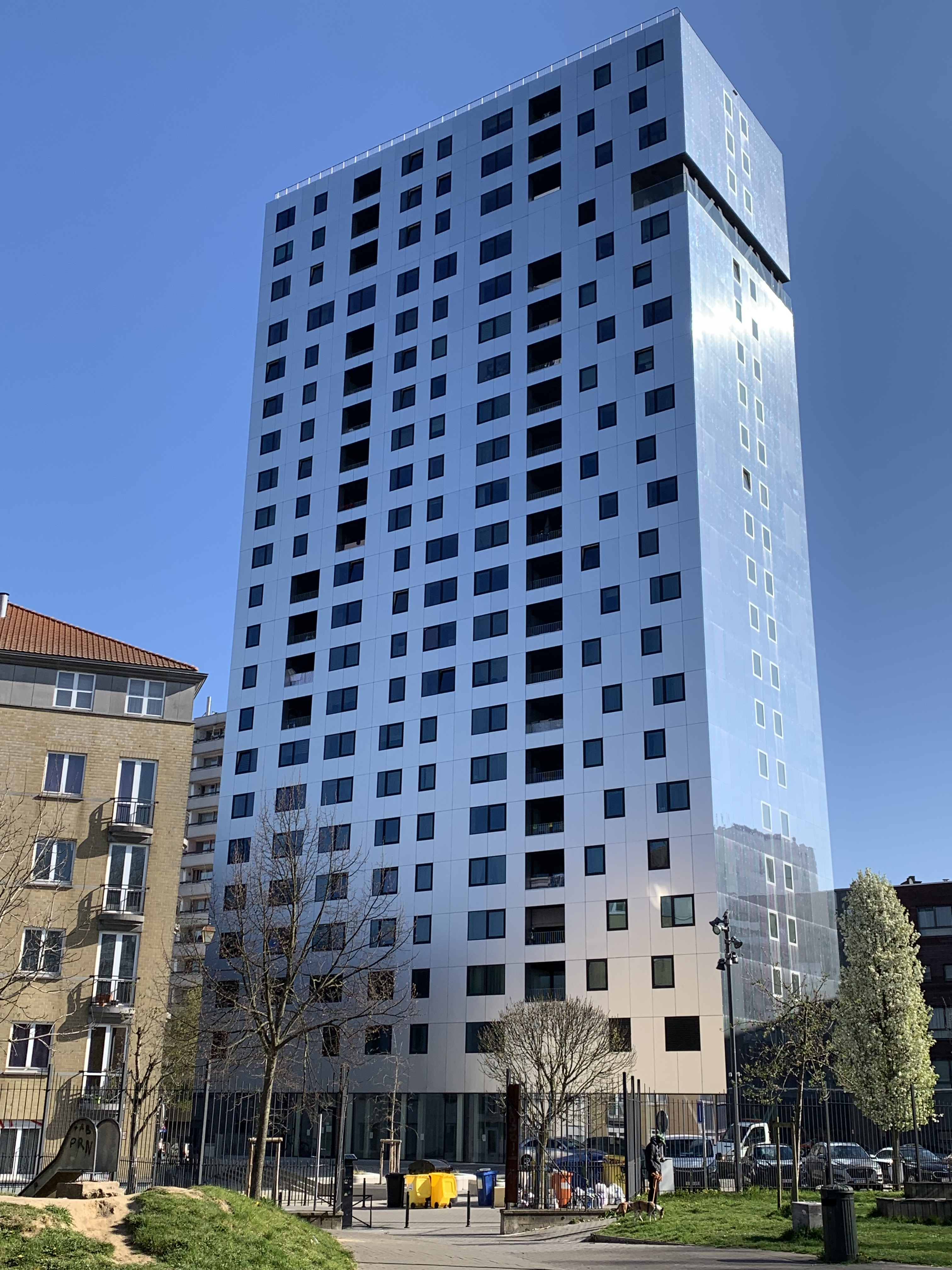
Brunfauttoren, Molenbeek

- Centrum : 19.586 inwoners
- Machtens: 13.245 inwoners
- Maritiem: 12.842 inwoners
- Scheut-Kerkhof: 11.059 inwoners
- Karreveld: 8328 inwoners
- Birmingham: 7314 inwoners

## Sport
Sint-Jans-Molenbeek is de thuishaven van voetbalclub RWDM.

## Bekende inwoners

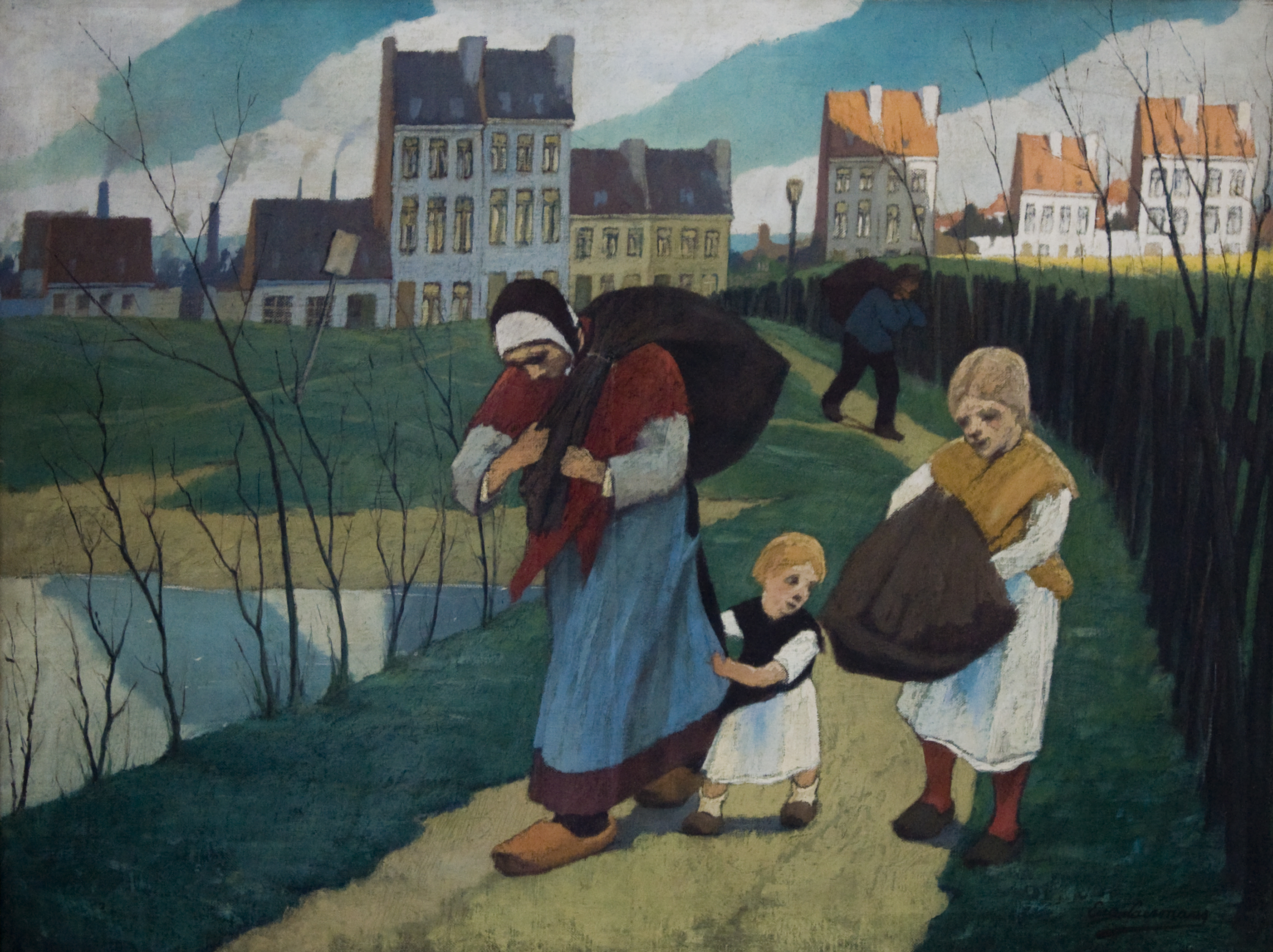
De voddenrapers (1914) van Eugène Laermans, met Sint-Jans-Molenbeek als decor, in het Museum Dhondt-Dhaenens te Deurle

### Geboren in Sint-Jans-Molenbeek
- Pierre Van Humbeeck (1829-1890), politicus en minister van onderwijs
- Louis Bertrand (1856-1943), politicus, pionier van het socialisme
- Eugène Demolder (1862-1919), schrijver
- Eugène Laermans (1864-1940), kunstschilder
- Alfred Hegenscheidt (1866-1964), letterkundige
- Julia Cuypers (1871–1952), actrice
- Martin Lunssens (1871-1944), componist, muziekpedagoog en dirigent
- Ernest Rocher (1872-1938), kunstschilder
- Sander Pierron (1872-1945), kunstcriticus en auteur van een standaardwerk over het Zoniënwoud
- Henri Thomas (1878-1972), kunstschilder
- Herman Teirlinck (1879-1967), schrijver en dichter
- Fernand Tonnet (1894-1945), medewerker van Jozef Cardijn; gedood in het concentratiekamp van Dachau
- Armand Vanderlick (1897-1985), kunstschilder
- Cornelis van Geelkerken (1901-1976), NSB-voorman en collaborateur
- Jozef Versou (1904-1975), schrijver
- Felix Meskens (1906-1973), atleet
- Hendrik Fayat (1906-1997), BSP-politicus
- Jos Moerenhout (1909-1985), componist, dirigent en klarinettist
- Jean Muno (1924-1988), schrijver
- Serge Creuz (1924-1996), schilder
- Aldo baron Vastapane (1926-2023), zakenman en vastgoedmagnaat
- Jean-Jacques Cassiman (1943-2022), geneticus
- Luc Soete (1950), econoom en rector magnificus van de Universiteit Maastricht
- Franky Vercauteren (1956), voetballer

### Wonen of woonden in Sint-Jans-Molenbeek
- Reimond Stijns (1850 - 1905), schrijver
- Henri Jacobs (1864 - 1935), beeldend kunstenaar
- Joseph Diongre (1878 - 1963), modernistisch architect
- Richard Van Landuyt (1888-1970) bedrijfsleider, politicus, schepen en medestichter van de CVP
- Joseph Jacquemotte (1883 - 1936), politicus, syndicalist en redacteur
- Mathieu Lamberty (1911-1993), componist
- Géo Norge (1898 - 1990), dichter
- Jan Tanghe, architect en stedenbouwkundige
- Frederik Willem Daem, schrijver
- Fien Troch, filmregisseur
- Nico Leunen, filmmonteur
- Montasser AlDe'emeh, jihadexpert
- Judith Vanistendael, striptekenares

## Stedenbanden
- Levallois-Perret (Frankrijk)
- Oujda (Marokko)

## Nabijgelegen kernen
Brussel, Koekelberg, Dilbeek, Anderlecht